# ゴラジュデ
ゴラジュデ（ボスニア語: Goražde,クロアチア語: Goražde,セルビア語: Горажде）はボスニア・ヘルツェゴビナの都市及びそれを中心とした基礎自治体である。同国を構成する2つの構成体のうちボスニア・ヘルツェゴビナ連邦に属し、ボスニア＝ポドリニェ県（Bosansko-podrinjski kanton）の主都である。

## 地勢
ゴラジュデはボスニア南西部のフォチャ、ソコラツとヴィシェグラードの間のドリナ川河畔の都市で、ヤホリナ山の東斜面に位置し標高は345mである。ドリナ川の浸食作用によって形成された沖積の段丘が広い谷には広がる。周辺は丘陵地が広がる地形である。

## 人口動態
ボスニア紛争以前に行われた1991年の国勢調査によれば187の自治体を含むゴラジュデ基礎自治体の人口は37,573人であった。今日のゴラジュデ自治体は、紛争前のゴラジュデ自治体のうちデイトン合意によってボスニア・ヘルツェゴビナ連邦に属するとされた部分によって構成されており、紛争前の自治体の領域の大部分を引き継いでいる。ゴラジュデの人口構成はオーストリア＝ハンガリー帝国支配時のものが名残である。セルビア人などの正教人口は少数の古くからの住民を除きサンジャクのスタリ・ヴラやモンテネグロのブルダ、ヘルツェゴビナ、南セルビアなどを起源とする。ムスリムが人口の多くを占めるようになったのは17世紀以来のことである。
ゴラジュデ基礎自治体 合計37,573人
- ボシュニャク人 - 26,296人（69.98%）
- セルビア人 - 9,843人（26.19%）
- ユーゴスラビア人 -　789人（2.09%）
- クロアチア人 - 80人（0.21%）

ゴラジュデ市街地 合計16,273人
- ボシュニャク人 - 9,568人（58.79%）
- セルビア人 - 5.584人（34.31%）
- ユーゴスラビア人 -　663人（4.07%）
- クロアチア人 - 62人（0.38%）
- その他 - 396人 （2.43%）

## 歴史

### 中世
ゴルニェ、ポドリニェ、ゴラジュデは1376年までセルビア王国の一部であった。後にボスニア王国のトゥヴルトゥコ（Tvrtko）王の支配下に入る。その後、トゥヴルトゥコの死後はヘルツゥゴ・ステェパンで知られる、フゥム公（Hum）の支配下となる。1379年にゴラジュデは最初に交易地として記録されている。1444年には要塞が作られている。ゴラジュデの地名はスラヴ語のgorazdから来ているとされる。ゴラジュデは1415年にはドゥブロヴニクからの商業的なつながりが強くなると市場として良く知られるようになった。1446年にはゴラジュデ近くに正教の教会が作られている。

### オスマン支配
1465年になるとゴラジュデはオスマン帝国の支配下に入りオリエント的な特徴を持つようになる。1550年から1557年にかけて、ムスタファ・ソコロヴッチによってドリナとキャラバンサライを横切る石橋が作られた。オスマン支配時のゴラジュデは2つの街道が交わることから、交易の中心であった。
18世紀と19世紀前半は疫病の影響によってゴラジュデは後退する。19世紀半ばまでゴラジュデはヘルツェゴビナサンジャクの一部であったが、その後サラエヴォサンジャクの一部となった。オスマン支配後はオーストリア＝ハンガリー帝国の支配下に入る。第一次世界大戦時には地理的な影響から、オストリア＝ハンガリー帝国のセルビアやモンテネグロへの反撃の拠点となった。

### ユーゴスラビア時代
1941年、ドイツ国防軍がゴラジュデの町に侵攻しその後4月17日に空襲を行った。続いて、イタリア軍もやって来て駐留している。人民解放軍（パルチザン）が1942年1月27日にゴラジュデでも優勢になり、5月まで残った。この期間、人民解放軍委員会はフォチャ条項に基づき、ゴラジュデ自治体の領域を定めている。同時期にゴラジュデには人民解放軍のボスニア東部の本部が置かれ、1942年3月上旬には総司令官のヨシップ・ブロズ・チトーが滞在した。1943年と1944年にゴラジュデは一時的に解放されるが、最終的に解放されたのは1945年3月6日のことであった。
第二次世界大戦以前のゴラジュデの産業は小売や卸売りなど商業、食品加工、運輸業などであった。1941年から1945年の戦時中に産業や45%の家屋は破壊されている。ゴラジュデの産業は戦後、系統的に復興が行われ1981年のGDPはユーゴスラビア平均の70％であった。多くのインフラの整備や産業が興されたが窒素工場がとくに重要であった。

### ユーゴスラビア崩壊後
1992年から1995年にかけてのボスニア紛争時、ゴラジュデは6つあるボシュニャク人領土の飛び地の一つでスレブレニツァ、ジェパと共にスルプスカ共和国軍に包囲されていた。1993年4月に市民を攻撃から守る国連の安全地帯に指定された。1994年3月30日から4月23日にかけてスルプスカ側は大規模な攻撃を町に行っている。その後、スルプスカの戦車と前哨隊に対してあまり本格的でない空爆が行われ、NATOの最後通牒にスルプスカ共和国軍は同意し重火器や装甲車を町から20km離れた場所に引き上げている。しかしながら、攻撃が終わるまでに694人の兵士や市民が死亡し1,917人が負傷している。ゴラジュデはボスニア東部の町では唯一、セルビア人による民族浄化が行われなかった町である。デイトン合意によってゴラジュデとボスニア・ヘルツェゴビナ連邦の間には陸回廊が設定された。